# Gabón en los Juegos Olímpicos de Atlanta 1996
Gabón estuvo representado en los Juegos Olímpicos de Atlanta 1996 por siete deportistas, seis hombres y una mujer, que compitieron en tres deportes.
El equipo olímpico gabonés no obtuvo ninguna medalla en estos Juegos.